# 37 (minissérie)
37 é uma série policial transmitida pela TVI. Protagonizada por Sofia Alves, Pedro Carmo, João Reis, Pedro Granger e Cucha Carvalheiro. A história retrata uma série de assassinatos misteriosos, envolvidos em telefonemas anónimos e perseguições. A minissérie trata ainda de assuntos como o autismo nas crianças.

## Elenco
- Sara - Isabel Abreu
- Helena - Sofia Alves
- Ana - Helena Costa
- Carmen - Cucha Carvalheiro
- Filipe - Pedro Granger
- David - Luís Simões
- Lucas - Duarte Figueiredo
- Jorge - Pedro Carvalho
- Pacheco - José Boavida
- Raul - João Reis
- Gonçalo - Pedro Carmo
- Rita - Sara Prata